# Asterio di Petra
Asterio di Petra (... – Petra, 365) è venerato come santo dalla Chiesa cattolica e da quella ortodossa.

## Biografia
Asterio di Petra era un cristiano convertito dall'arianesimo all'ortodossia, successivamente venne nominato vescovo di Petra nel 344. Nel concilio di Sardica, del 344 circa, Asterio si scagliò contro l'arianesimo definendolo un'eresia. A seguito di questa posizione venne esiliato in Libia, per volontà di Costanzo II.
Nel 362 l'imperatore Giuliano consentiva a tutti i vescovi esiliati di rientrare nelle loro diocesi. Asterio poté riprendere la sua posizione di vescovo di Petra. Partecipò poi al concilio di Alessandria, dove fu incaricato di scrivere una lettera alla Chiesa di Antiochia nella quale raccomanda ai dirigenti di questa chiesa una serie di procedure. Morì a Petra nel 365.

## Culto
Il nome di Asterio fu inserito da Cesare Baronio nel Martirologio Romano al 10 giugno e ricordato con queste parole:
(Martirologio romano pubblicato per ordine del Sommo Pontefice Gregorio XIII, riveduto per autorità di Urbano VIII e Clemente X, aumentato e corretto nel 1749 da Benedetto XIV, Libreria editrice vaticana, 1955, p. 144)
Nella revisione del Martirologio Romano operata dopo il Concilio Vaticano II, l'elogio di sant'Asterio è stato omesso.